# أرزو
أرزو (بالإسبانية: Arzu) هو لاعب كرة قدم إسباني، ولد في 17 مارس 1981 في دوس إيرماناس في إسبانيا. شارك مع منتخب إسبانيا تحت 20 سنة لكرة القدم ومنتخب إسبانيا تحت 21 سنة لكرة القدم. أما مع النوادي، فقد لعب مع خيمناستيك طركونة وريال بيتيس ونادي بوليس تيرو ونادي قرطبة.

## وصلات خارجية
- أرزو على موقع قاعدة بيانات كرة القدم.إي يو (الإنجليزية)
- أرزو على موقع Soccerway.com (الإنجليزية)